# グナエウス・ドミティウス・アヘノバルブス (紀元前162年の補充執政官)
グナエウス・ドミティウス・アヘノバルブス（ラテン語: Gnaeus Domitius Ahenobarbus、- 紀元前82年 ）は紀元前2世紀中期の共和政ローマの政務官。紀元前162年に補充執政官（コンスル・スッフェクトゥス）を務めた。

## 出自
アヘノバルブスはプレプス（平民）であるドミティウス氏族の出身である。この氏族はアウグストゥス帝の時代にはパトリキ（貴族）とみなされるようになっていた。五賢帝時代の歴史家スエトニウスによれば、氏族の先祖が「神のような姿をした双子の若者」に出会い、戦争で勝利したことをローマ人に知らせるよう命じた。その際に、「神の力の証として、彼らは彼の頬に触れ、彼らの髪の毛は黒から赤、銅色に変わった」としている。このため、この人物はアヘノバルバス（赤毛）と呼ばれるようになり、それが子孫のコグノーメン（第三名、家族名）となった。この人物のひ孫がグナエウス・ドミティウス・アヘノバルブスで、紀元前192年にアヘノバルブス家として最初の執政官となった。本記事のアヘノバルブスは、このグナエウスの子にあたる。

## 経歴
アヘノバルブスは紀元前180年代に造幣官を務めたと思われる。紀元前172年、クィントゥス・フルウィウス・フラックス（紀元前179年執政官）の死去に伴って、アヘノバルブスは神祇官（ポンティフェクス）の一人となった。紀元前169年末、第三次マケドニア戦争は最終段階であったが、執政官に選出されたばかりのルキウス・アエミリウス・パウッルスの推薦により、アヘノバルブスは現地の状況を調べる特別委員に選ばれた。
紀元前167年、アヘノバルブスは再びバルカン半島に赴く。パウッルスと共にマケドニアに新秩序を組織するための10人委員会の一人となったのである。最初にアヘノバルブスがアカイアに行き、アカイア同盟の指導者たちをローマに召集してマケドニア問題に対処したことは知られている。マケドニア王国は、4つの自治領へと解体された。それぞれが独自の軍隊を持たず、それまでの税金の半分をローマに納めることとなった。それぞれの自治領の住民は、他の自治領に財産を持つことができず、「外国人」との貿易、木材の輸出、銀や金鉱山の開発もできなかった。
アヘノバルブスがいつプラエトルに就任したかは不明である。執政官就任年とウィッリウス法の規定から紀元前165年以前であることは確かだが、歴史学者ブロートンは、紀元前170年と推定している。紀元前169年の特別委員のリストで、執政官級の次に位置しているからだ。
紀元前162年、執政官にプブリウス・コルネリウス・スキピオ・ナシカ・コルクルムとガイウス・マルキウス・フィグルスが就任した。ところが、選挙を管理したティベリウス・センプロニウス・グラックスが、鳥占いで悪い兆候が出たと言い始めた。結局二人はローマに呼び戻され、辞任することとなった。補充執政官としてプブリウス・コルネリウス・レントゥルスとアヘノバルブスが選出された。

## 子孫
息子グナエウスは紀元前122年に執政官を務め、孫グナエウスは紀元前96年に、ルキウスは紀元前94年に執政官を務めた。また、第5代皇帝ネロも男系の子孫に当たる

## 参考資料

### 古代の資料
- カピトリヌスのファスティ
- ガイウス・スエトニウス・トランクィッルス『皇帝伝』
- ティトゥス・リウィウス『ローマ建国史』

### 研究書
- Kovalev S. History of Rome. - M .: Polygon, 2002 .-- 864 p. - ISBN 5-89173-171-1 .
- Shofman A. History of Ancient Macedonia . - Kazan: Kazan University Publishing House, 1963.
- Broughton R. Magistrates of the Roman Republic. - New York, 1951. - Vol. I. - P. 600.
- Münzer F. Domitius // Paulys Realencyclopädie der classischen Altertumswissenschaft . - 1905. - Bd. V, 2. - Kol. 1313-1316.
- Münzer F. Domitius 19 // Paulys Realencyclopädie der classischen Altertumswissenschaft . - 1905. - Bd. V, 2. - Kol. 1322.